# Altamonte Springs
Altamonte Springs est une ville située dans le comté de Seminole, en Floride.

## Description
Le nom de la ville signifie « haute colline » en espagnol.

## Démographie
Selon le recensement de 2010, Altamonte Springs compte 41 496 habitants. La municipalité s'étend sur 9,65 milles carrés (24,99 km2), dont 9,01 milles carrés (23,34 km2) de terres.
| 1920 | 1930 | 1940 | 1950 | 1960  | 1970  |
| ---- | ---- | ---- | ---- | ----- | ----- |
| 441  | 281  | 551  | 858  | 1 212 | 4 391 |

| 1980   | 1990   | 2000   | 2010   | - | - |
| ------ | ------ | ------ | ------ | - | - |
| 22 028 | 34 879 | 41 200 | 41 496 | - | - |

## Personnalités
- Fanny Bunand-Sevastos (1905-1998), peintre et féministe française, y est morte.
- Lauren Boebert (1986-), femme politique américaine, y est née.
- Alcee Hastings (1936-2021), politicien américain.